# Festa do Caju
Festa do Caju é uma tradicional comemoração, que mistura Carnaval e Festa Junina, com duração três dias, no distrito de Voadeira, em Barra do Garças.
A festa do caju é um acontecimento cultural criado em 1991 pela antiga emater e atual empaer em conjuto com a comunidade, que tem como príncipio atividades culturais e gastronômicas voltadas ao caju, um dos frutos mais importantes do cerrado e típico da culinária regional. Durante sua realização são produzidos e vendidos diferentes produtos à base de caju desenvolvidos pelos moradores.

Atrai muitos visitantes por conta de sua culinária um tanto peculiar, além do evento oferecer aos turístas uma caminhada pela Voadeira por um circuito de 10 Km, e quando chegam no povoado, é feita a abertura oficial com um almoço regional e com muita música, assim seguem os três dias de muita alegria, entretenimento e lazer. O evento traz também exposições de artesanato, como peças de madeira entalhada, produtos cosméticos naturais, peças de decoração, bordados e diversos outros tipos de artes. Conta com a garota caju, que pode ser votada e elegida, sua roupa especial é confeccionada por artesões da região.
. 
A festa do caju tem o intuito de contribuir para a movimentação da economia, gerando empregos e renda, também resgata e valoriza a cultural de uma comunidade tradicional que estava praticamente esquecida e completamente parada no tempo.